# Дети-бабочки (фонд)
«Дети-бабочки» — российский благотворительный фонд, занимающийся помощью детям, страдающим буллёзным эпидермолизом и ихтиозом.

## История
Фонд «Дети-бабочки» был создан в 2011 году для помощи детям с буллёзным эпидермолизом, редким генетическим заболеванием кожи (разговорное название — «дети-бабочки»). Основательница — Алёна Куратова.
В 2014 году по инициативе фонда и на его средства в Национальном медицинском исследовательском центре здоровья детей было открыто первое в России отделение по лечению детей с буллёзным эпидермолизом.
С 2020 года также оказывается помощь детям с ихтиозом, другим редким генетическим заболеванием кожи.
В 2020 году фондом был создан «Регистр больных буллезным эпидермолизом и ихтиозом», использующий технологии работы с большими данными для анализа информации о пациентах.

## Статистика
Фонд финансируется за счёт государственных грантов и частных пожертвований.
За 2019 год было собрано 286 миллионов рублей, всего с 2011 по 2019 годы — 718 миллиона рублей.
По собственным данным на 2020 год оказывается помощь примерно 400 пациентам.

## Попечители
- Ксения Раппопорт
- Данила Козловский
- Александр Цыпкин
- Саша Даль
- Наталья Плеханова
- Аглая Тарасова

## Награды
- Стипендиат конкурса президентских грантов, грантов правительства Москвы и мэра Москвы, «Лиги здоровья нации», фонда «Перспектива», «Точка отсчета», Mastercard, грантов СО НКО «Москва-добрый город»
- проект фонда «Помоги, не касаясь» вошел в шорт-лист Международного фестиваля «Каннские Львы» 2017[6] и стал победителем Effie Russia Awards 2018[7]
- победитель в номинации «Открытие года» Фестиваля «Мир равных возможностей»
- лауреат Премии Галена
- «Теплица социальных возможностей» в рейтинге «8 НКО, успешно работающих в фандрайзинге»
- Алёна Куратова и Ксения Раппопорт стали победителями премии GQ Superwomen в номинации «Благотворительность года»[8][9]
- Алёна Куратова стала победителем премии «Форма Добра ТОП-25 самых добрых людей Петербурга».[10]